# Carl Graf (Politiker)
Heinrich Elias Christian Carl Graf (* 14. November 1820 in Nieder-Waroldern; † 28. Januar 1897 in Arolsen) war ein deutscher Jurist und Politiker.
Graf war der Sohn des Ökonomen, Richters und Abgeordneten Johann He(i)nrich Graf und dessen Ehefrau Marie Wilhelmine geborene Esau. Friedrich Graf war ein Bruder. Er heiratete am 30. Oktober 1849 in Seesen/Harz Johanne Rosine Adolphine Armbrecht. Ab 1842 studierte er Rechtswissenschaft an der Universität Heidelberg und legte dort 1848 das Examen ab. 1848 bis 1849 war er Hilfsrichter in Rhoden und Rechtsanwalt in Korbach. 1861 wurde er Regierungssekretär in Arolsen. 1865 wurde er 3. Kreisrichter und 1869 Amtsrichter I am Amtsgericht Arolsen. 1879 wurde er Amtsgerichtsrat und Oberamtsrichter. 1896 ging er in den Ruhestand.
1884 bis 1887 war er für den Wahlkreis Kreis der Twiste Abgeordneter im Landtag des Fürstentums Waldeck-Pyrmont.